# Animaux et Cie
Cet article concerne le film. Pour le jeu Sims, voir Les Sims 2 : Animaux et Cie.
Série
Pets United : L'union fait la force
(2019)
Pour plus de détails, voir Fiche technique et Distribution.
Animaux et Cie (Konferenz der Tiere) est un film d'animation allemand de Reinhard Klooss (de) et Holger Tappe (de), adapté du roman d'Erich Kästner La Conférence des animaux et sorti en 2010.

## Synopsis
L'homme ne respecte pas la planète, et tous les plus beaux endroits du globe sont pollués, chassant les animaux qui y vivent, comme les ours sur la banquise, les kangourous dans le bush australien. Seul le delta de l'Okavango reste un havre de paix, où ces animaux chassés de chez eux vont se réfugier. Dans la plaine de l'Okavango, Billy le suricate, Socrate son ami le lion, et bien d'autres attendent les crues du fleuve et l'eau salvatrice après la sècheresse. Mais voilà, l'eau cette année n'arrive pas. Billy, Socrate, aidés du coq, du kangourou, du diable de Tasmanie, et d'un couple de tortues multi-centenaires, partent pour trouver l'eau. Ils découvriront que celle-ci est retenue en amont par un barrage construit par les hommes pour l'alimentation d'un complexe hôtelier de luxe. Il n'y a donc plus qu'une solution, que tous les animaux se liguent et combattent pour que l'eau leur soit rendue.

## Fiche technique
- Titre : Animaux et Cie
- Titre original : Konferenz der Tiere
- Titre anglophone : Animals United
- Réalisation : Reinhard Klooss (de) et Holger Tappe (de)
- Scénario : Reinhard Klooss, Oliver Huzly  et Sven Severin  d'après La Conférence des animaux de Erich Kästner
- Montage : Alexander Dittner
- Musique originale : David Newman
- Production : Reinhard Klooss et Holger Tappe
  - Production déléguée : Martin Moszkowicz, Sebastian Riemen et Bernhard Thür
- Société de distribution : Constantin Film (Allemagne), Metropolitan Filmexport (France)
- Pays d'origine :  Allemagne
- Format : couleur - 35 mm (D-Cinema) - 2,39:1 - son Dolby Digital
- Genre : Animation, aventure et comédie
- Durée : 93 minutes
- Dates de sortie : 
  - Allemagne : 7 octobre 2010
  - Belgique / France : 9 février 2011
- Dates de sortie DVD : France : 9 juin 2011

## Distribution
| - Ralf Schmitz : Billy - Thomas Fritsch : Sokrates (Socrate) - Bastian Pastewka : Angie - Bianca Krahl : Gisela - Peter Groeger : Winston - Margot Rothweiler : Winifred - Tobias Müller : Toby - Christoph Maria Herbst : Charles - Hans-Jürgen Wolf : Smiley - Rainer Fritzsche : Toto - Oliver Kalkofe : Smith - Nico Mamone : Chino - Tilo Schmitz : Biggie - Nana Spier : Bonnie - Dirk Petrick : Junior | - James Corden : Billy - Stephen Fry : Socrates (Socrate) - Dawn French : Angie - Joanna Lumley : Giselle - Jim Broadbent : Winston - Vanessa Redgrave : Winnie - Jason Donovan : Toby - Andy Serkis : Charles - Oliver Wyman : Smiley - Jason Griffith : Toto - Marc Thompson : Chino - Seán Schemmel : Biggie - Billie Piper : Bonnie - Mischa Goodman : Junior - Omid Djalili : Bongo |

| - Élie Semoun : Billy le suricate - Jacques Perrin : Socrate le lion - Denise Metmer : Angie l'éléphant - Déborah Perret : Gisèle la girafe réticulée - Philippe Laudenbach : Winston la tortue des Galapagos - Nadine Alari : Winifred la tortue des Galapagos - Guillaume Lebon : Toby le kangourou roux - Yves Lecoq : Charles le coq - Michel Papineschi : Smiley le diable de Tasmanie - Damien Witecka : Toto le chimpanzé - Pierre-François Pistorio : Monsieur Smith / Chino le buffle / Biggie le rhinocéros blanc - Sandrine Molaro : Bonnie la suricate - Max Renaudin : Junior le jeune suricate - Nicolas Marié : Bongo l'babouin coiffeur | - Hugolin Chevrette-Landesque : Billy - René Gagnon : Socrate - Violette Chauveau : Angie - Guillaume Champoux : Charles - Élisabeth Chouvalidzé : Winifred - Marc Saint-Martin : Toby - Sylvain Hétu : Smiley - Philippe Martin : Toto - Daniel Picard : Smith - Gilbert Lachance : Chino - Max Renaudin : Junior - Catherine Proulx-Lemay - Hubert Gagnon - Annie Girard |